# Ländler
Der Name Ländler hat zwei Bedeutungen: entweder die Ländlermelodie im langsamen 3⁄4-Takt oder den Ländlertanz.

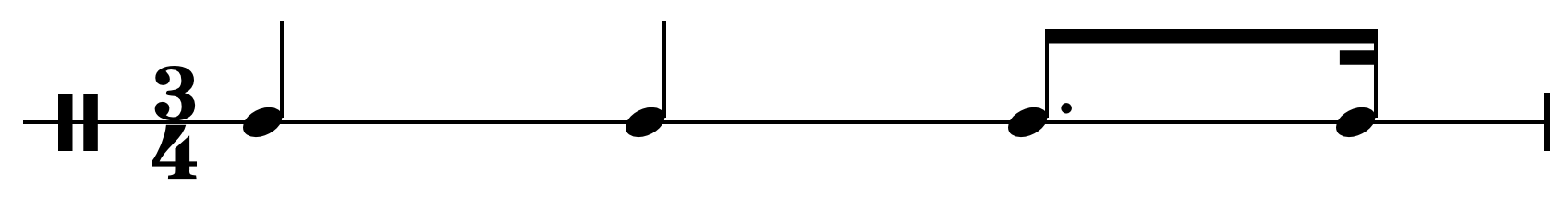

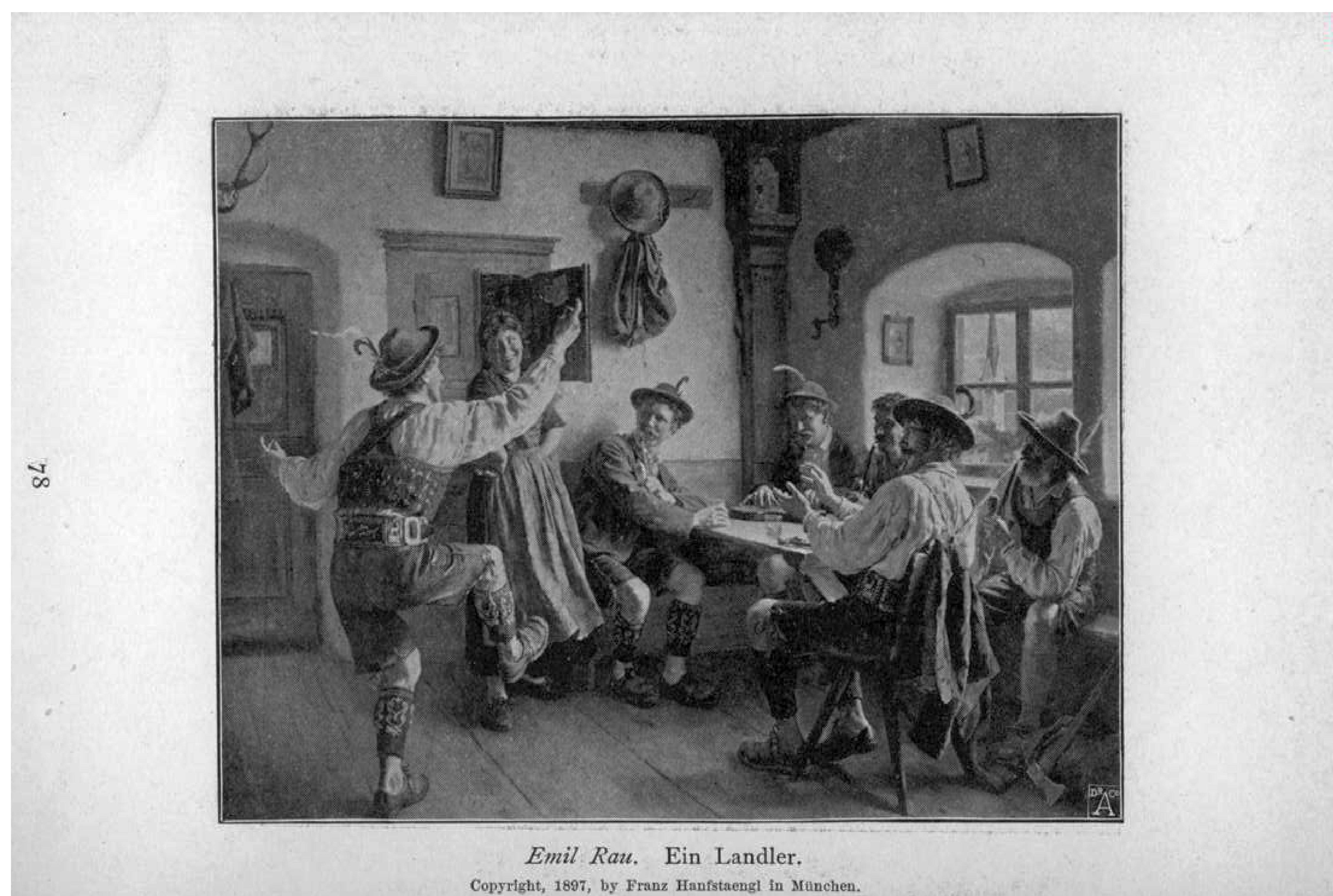
Emil Rau: Ein Landler (1897)

## Ländlertanz
Der Ländlertanz oder Ländler (auch Landler) ist ein Volkstanz von meist mäßig geschwinder Bewegung und heiterem Charakter, häufig mit Armfiguren, verbreitet in Süddeutschland, Schweiz, Österreich und Slowenien. Meist wird er als Paartanz getanzt, es gibt aber auch Gruppentänze. Der Ländler war bis zum 19. Jahrhundert vielerorts der wichtigste und gebräuchlichste Tanz.
Der Rhythmus des Tanzes steht meist im 3⁄4-Takt, selten im Zweiviertel-Takt (Salzkammergut-Landler, Mühlviertel) oder verzogenem 7⁄8-Takt (Innviertler Landler). 
Die Tanzschritte zum Landler werden häufig improvisiert, begleitet wird das Tanzen häufig von Gstanzl-Singen, Jodeln, Klatschen oder Stampfen. Dabei führen die Paare Tanzfiguren aus, die oft recht kompliziert sein können.
Das Tempo bewegt sich von 60 (Oberösterreich) über 83 (Innerschweiz), 120 (am häufigsten) bis 180 (Tirol) Viertel pro Minute.
Eine Sonderform des Ländlers ist der Schleunige, ein im Salzkammergut überlieferter Gruppentanz. Seine Melodien sind 8 Takte lang, das Tempo beträgt etwa 100 Takte pro Minute.
Die Tanzforschung subsumiert auch den Steirischen Tanz (Verbreitungsgebiet ganz Österreich, Slowenien, Friaul), den Schuhplattler (Oberbayern bis Südtirol) sowie die im 18. Jahrhundert entstandenen Gesellschaftstänze Strasbourgeoise, Alsacienne, Styrienne und Tyrolienne unter den Begriff Ländler. Weitere Namen sind Länderer, Dreher, Steirischer, Almerischer, Landlerischer, Allemande, Deutscher Tanz und andere. Zudem gibt es fließende Übergänge zur Mazurka („Masolka“ in Tirol, „Masollke“ im Appenzellerland).

## Ländlermelodien
Ländlermelodien waren ursprünglich 8 Takte lang. Seit ca. 1850 gibt es auch 16-taktige Ländler, etwa in der Innerschweiz, in Bayern, in Wien und Niederösterreich, wo sie mit den älteren Achttaktern gemischt auftreten können. Das Appenzellerland und Oberösterreich wie auch der Steirische Tanz sind beim klassischen Achttakter geblieben.
Der Ländler ist eng mit dem zu ihm gehörigen Tanzlied verbunden, das in verschiedenen Dialektlandschaften „Schnaderhüpfeln“, „Gstanzl“, „Lumpeliedli“ heißen kann. Ebenso üblich war es, zu Ländlermelodien auf dem Tanzboden zu jodeln. Ein Großteil des alpenländischen Jodelrepertoires geht darauf zurück. Ebenso groß war der Einfluss des Ländlers auf das Liebeslied, besonders in Österreich.

## Herkunft
Die Namen Ländlerische Tänze (Wolfgang Amadeus Mozart) und Ländler Tänze tauchen seit dem letzten Viertel des 18. Jahrhunderts auf und verdrängen um 1800 frühere regionale und örtliche Bezeichnungen, wie „Mödlinger Tänze“, „Salzburger Tänze“, „Tyroller Tänze“, „Viertwenger Tänze“. Allein der „Steirische Tanz“ behielt noch seinen alten Namen. Nicht überall sind die Begriffe Ländler und Walzer streng geschieden, in der Innerschweiz werden sie synonym gebraucht.
In der Schweiz bezeichnet „Ländler“ oder Ländlermusik darüber hinaus – als pars pro toto – ein ganzes Musikgenre, bestehend aus Marsch, Walzer, Ländler, Mazurka, Polka, Schottisch und Fox.
Für die Herkunft des Namens gibt es drei Wurzeln:
- Der Name Ländler taucht gegen 1800 auf, er ist vermutlich eine Verkürzung der Bezeichnung „Ländlicher Tanz“ und bezeichnet vor allem die in Süddeutschland und allen Alpenländern ursprünglich vorherrschenden dreitaktigen Tanzmelodien und erst später auch die dazu getanzten Tänze (Steirischer, Almerischer). Melodie- und Tanzform sind aber weit älter.
- „Landler“ als Ableitung von mundartlich „landlert“ (= langsam, gemächlich) im Gegensatz zum schnelleren Walzer. Der Ausdruck „Landler“ entstand in jener Zeit (um 1805) als sich Walzer und Landler zu eigenständigen Gattungen (wahrscheinlich aus dem "Deutschen") entwickelten.
  - Der Ländler (Steirischer, Almerischer) ist ein Werbetanz, meist ein Paartanz, die Tanzfiguren sind häufig auf Armfiguren aufgebaute Geschicklichkeitsübungen, der Bursch zeigt seinem Mädchen seine Geschicklichkeit im Tanz und wirbt damit um sie. Er ist im Prinzip ein Einzelpaartanz, jedes Paar tanzt seinen eigenen Ländler, es gibt fließende Übergänge zum Schuhplattler oder in der Schweiz im Kanton Schwyz Gäuerlen.
- Der Name Landler stammt vermutlich auch vom Namen Landl ab, der oberösterreichischen Kernlandschaft südlich von Linz (danach wird oft ganz Oberösterreich „Landl“ genannt) und der Heimat des Gruppenlandlers und bezeichnet die dort und in den angrenzenden Gegenden Niederösterreichs, Bayerns, Salzburgs und der Steiermark, sowie im Böhmerwald und in manchen deutschen Sprachinseln des Ostens üblicherweise getanzten Gruppentänze. Aber auch die Herkunft von „Land“ als Synonym für „ebene Gegend“ (Gegensatz zu „Gebirge“) wird angeführt.
  - Der Landler in diesem Sinn ist vor allem ein Gruppentanz, der Burschenverband (Rud, Pass) präsentiert sich nach außen, zeigt einen gemeinsamen Tanz, in dem alle Figuren von allen Burschen gleichzeitig aufgeführt werden, also eine Vorführung, vorwiegend mit Beinfiguren und leichten Armfiguren. Die Mädchen sind eher Nebensache, gehen vor allem am Außenrand mit.
  - Bei den ab 1732 nach Siebenbürgen ausgesiedelten Landlern hat sich eine ursprüngliche Landlerform (Landlerisch) erhalten. Dies zeigt, dass auch diese Tanzform und ihr Name viel älter ist.

Dieser Vereinheitlichung der Namensgebung steht eine Vielfalt regionaler Stile gegenüber.
Die von der österreichischen Forschung in den 1920er Jahren gemachte Unterteilung in Landlerischen und Almerischen, der zufolge das Dialektwort „Landler“ speziell die oberösterreichischen Varianten des Ländlers bezeichnen soll, wirkt noch nach, ist aus einer länderübergreifenden Sicht jedoch hinderlich. Erstens wird „Ländler“ überall im bairisch-österreichischen Dialektraum als „Landler“ ausgesprochen, zweitens gibt es auch in anderen Regionen interessante Sonderentwicklungen des Ländlers, wenn auch die oberösterreichischen Formen die besondere Zuwendung der Forschung durchaus verdienten (Dehnung des 3. Viertels bis zur Geradtaktigkeit, hochkomplizierte Choreographien).
In der Volkstanzpflege werden aber die beiden Ausdrücke kaum mehr unterschieden und bezeichnen das Gleiche, sowohl der Tanz als auch die dazugehörige Melodie.
Landler unterteilen sich oft in mehrere sich wiederholende Teile, wobei Tanzfiguren, Gstanzlsingen, Paschen (rhythmisches Klatschen der Burschen) und Stampfen abwechseln.
Als Abschluss oder letzte Figur sowohl des Ländlers als auch des Landlers wird Walzer getanzt. Daher wird angenommen, dass sowohl der Walzer als auch der Schuhplattler aus dem Landler entstanden sind.